# Nagy György (labdarúgó)
Nagy György (Budapest, 1942. július 30. – Budapest, 1992. február 27.) olimpiai válogatott labdarúgó, csatár, jobbszélső.

## Pályafutása

### Klubcsapatban
1961-ig a Bp. Törekvés játékosa volt. 1961-ben mutatkozott be az élvonalban a Honvéd csapatában, ahol 1963-as őszi és az 1964-es bajnokságban második lett az együttessel. 1964-ben az MNK győztes, az 1965-66-os Kupagyőztesek Európa-kupája idényben a negyeddöntőig jutott csapat tagja volt.

### Válogatottban
1963 és 1964 között 9 alkalommal szerepelt az olimpiai válogatottban. Tagja volt 1964-es tokiói olimpián részt vett válogatott keretnek, de mérkőzésen nem szerepelt, így aranyérmet nem kapott.

## Sikerei, díjai
- Magyar bajnokság:
  - 2.: 1963-ősz, 1964
- Magyar Népköztársasági Kupa (MNK)
  - győztes: 1964
- Kupagyőztesek Európa Kupája (KEK)
  - negyeddöntős: 1965-66

## Statisztika

### Mérkőzései a válogatottban
| Magyarország | Magyarország       | Magyarország         | Magyarország     | Magyarország | Magyarország  | Magyarország          | Magyarország | Magyarország |
| #            | Dátum              | Helyszín             | Hazai            | Eredmény     | Vendég        | Kiírás                | Gólok        | Esemény      |
| ------------ | ------------------ | -------------------- | ---------------- | ------------ | ------------- | --------------------- | ------------ | ------------ |
|              | 1963. december 3.  | Dakar                | Szenegál         | 3 – 8        | Magyarország  | barátságos (olimpiai) | -            |              |
|              | 1963. december 5.  | Abidjan              | Elefántcsontpart | 1 – 4        | Magyarország  | barátságos (olimpiai) | -            | Gól          |
|              | 1963. december 8.  | Lomé                 | Togo             | 2 – 3        | Magyarország  | barátságos (olimpiai) | -            |              |
|              | 1963. december 15. | Accra                | Ghána            | 1 – 2        | Magyarország  | barátságos (olimpiai) | -            |              |
|              | 1963. december 26. | Algír                | Algéria          | 0 – 3        | Magyarország  | barátságos (olimpiai) | -            | Gól          |
|              | 1964. április 15.  | Göteborg             | Svédország       | 2 – 2        | Magyarország  | olimpiai selejtező    | -            |              |
|              | 1964. április 29.  | Palma de Mallorca    | Spanyolország    | 1 – 2        | Magyarország  | olimpiai selejtező    | -            |              |
|              | 1964. május 6.     | Budapest, Népstadion | Magyarország     | 3 – 0        | Spanyolország | olimpiai selejtező    | -            |              |
|              | Összesen           |                      |                  | 0            | mérkőzés      |                       | 0            | gól          |